# Rivière Fraser (rivière du Sud)
Pour les articles homonymes, voir Fraser.
La rivière Fraser traverse les municipalités de Saint-Paul-de-Montminy, Sainte-Apolline-de-Patton et de Notre-Dame-du-Rosaire, dans la municipalité régionale de comté (MRC) de Montmagny, dans la région administrative de Chaudière-Appalaches, au Québec, au Canada.
La rivière Fraser est un affluent de la rive sud de la rivière du Sud (Montmagny) laquelle coule d'abord vers le sud-ouest, puis vers le nord-est jusqu'à la rive sud du fleuve Saint-Laurent.

## Géographi e
Les principaux bassins versants voisins de la rivière Fraser sont :
- côté nord : rivière du Sud (Montmagny) ;
- côté est : ruisseau Fortin, rivière Rocheuse ;
- côté sud : rivière Alick, rivière du Moulin (rivière Alick) ;
- côté ouest : rivière du Sud (Montmagny).

La rivière Fraser" prend sa source en zone montagneuse et forestière. Cette source est située à 6,3 km, à l'ouest du village de Sainte-Apolline-de-Patton dans les Monts Notre-Dame.
À partir de sa source, la rivière Fraser coule dans une vallée sur 10,4 km selon les segments suivants :
- 4,6 km vers l'ouest, en traversant une zone humide, jusqu'à la limite entre le canton de Patton Sainte-Apolline-de-Patton et le canton de Montminy Saint-Paul-de-Montminy ;
- 1,9 km vers le nord-ouest, jusqu'à la limite entre le canton d'Ashburton et le reste de la municipalité de Notre-Dame-du-Rosaire ;
- 3,9 km vers le nord-ouest, jusqu'à sa confluence.

La rivière Fraser" se déverse sur la rive sud de la rivière du Sud (Montmagny), dans le canton d'Ashburton, dans la municipalité de Notre-Dame-du-Rosaire. Cette confluence est située à 3,2 km au nord-est du village du centre du village de Notre-Dame-du-Rosaire.

## Toponymie
Le toponyme Rivière Fraser a été officialisé le 5 décembre 1968 à la Commission de toponymie du Québec.